# Curado (utensilios)
El curado es un tratamiento de la superficie de utensilios de cocina metálicos, mediante la aplicación y polimerización de una capa fina de grasa animal o aceite vegetal. Este revestimiento, obtenido al calentar el aceite hasta transformar sus moléculas en una capa hidrofóbica y resistente, crea una superficie antiadherente y protege los utensilios de la oxidación.
El curado es especialmente necesario para utensilios sin revestimientos preventivos, tales como el hierro fundido o el acero al carbono, ya que, sin él, estos materiales tienden a oxidarse rápidamente y los alimentos se adhieren fácilmente. En cambio, ollas y sartenes recubiertos de esmalte u otros materiales no requieren este tratamiento.
El procedimiento típico implica limpiar bien el utensilio, aplicar una capa muy delgada de aceite con alto punto de humeo, eliminar el exceso y someterlo a calor. En ocasiones se recomienda repetir el proceso varias veces para reforzar la capa protectora.
Químicamente el proceso consiste en múltiples reacciones de degradación, que incluyen: autooxidación, oxidación térmica, polimerización y ciclación.
Los ácidos grasos insaturados, como los que se encuentran en el aceite de girasol, aceite de lino o manteca de cerdo pueden ser utilizados para el curado.